# Georges III d'Anhalt-Dessau
 (juillet 2023).
Georges III d'Anhalt-Dessau (der Gottselige, en français : le Béni de Dieu)  (Dessau, 15 août 1507 - Dessau, 17 octobre 1553), est un prince allemand de la maison d'Ascanie corégent de la principauté d'Anhalt-Dessau. Après 1544, il devient le premier souverain de la principauté d'Anhalt-Plötzkau. Il s'est également impliqué dans l'implantation de la réforme protestante dans ses États.

## Biographie

### Origine
Georges est le 3e fils d'Ernest Ier d'Anhalt-Dessau, et de son épouse Marguerite, fille de Henri Ier de Münsterberg-Oels et petite-fille de Georges de Poděbrady, roi de Bohême. Comme ses frères Jean V et Joachim, il est principalement éduqué par sa dévote mère. Après la mort de leur père en 1516, il hérite conjointement d'Anhalt-Dessau avec ses deux frères comme corégents et dans un premier temps leur mère comme régente. Par l'intercession de son parent Adolphe d'Anhalt, l'évêque de Mersebourg, Georges est élevé au rang de chanoine du diocèse de Mersebourg en 1518, il intègre l'Université de Leipzig, où le théologien Georges Helt de Forchheim dit pour cette raison Forchemius devient son « très cher professeur ».

### Le religieux
En 1524, l'évêque Adolphe ordonne George prêtre. Il estime qu'il pourra ainsi mieux réfuter la doctrine luthérienne par le biais de l'étude de la Bible, des Pères de l'Église et de l'histoire de l'église catholique. Alors que la principauté d'Anhalt-Köthen dès 1525 et la principauté d'Anhalt-Bernbourg en 1526 avaient introduit la Réforme protestante, à Dessau, restée sous sa souveraineté, la mère de Georges, la princesse Marguerite, maintenait une stricte pratique du rite catholique et en 1525 les plus farouches adversaires de la Réforme se réunissent dans son château dans la « Ligue de Dessau ». Georges de son côté avait pris contact avec Martin Luther et Philippe Mélanchthon qui se trouvaient dans la cité voisine de Wittenberg et se liait avec eux par des liens d'amitiés personnels. Luther qui apprécie particulièrement ses manières simples, exprime le souhait « d'être aussi pieux et innocent que Georges ». Son ancien professeur Georges Helt était de plus resté son ami de toujours et conseiller. L'extrême tension émotionnelle et le cas de conscience que ses investigations religieuses lui causent sont à l'origine d'une violente maladie physique qui le marque jusqu'à la fin de sa vie. Ce n'est seulement qu'après la mort de sa mère le 28 juin 1530 qu'il met en sa conscience en accord avec ses convictions religieuses et après la Diète d'Augsbourg, Georges et ses frères passent ouvertement à la Réforme protestante.

### Le réformé
Après la première célébration d'un office évangélique à Dessau, le Jeudi saint de 1534, Georges rend visite aux églises de la région en prônant le moins de changements possible dans les pratiques de l'église, conformément à sa disposition naturelle et avec l'accord de Martin Luther. Toujours dans l'intérêt de la paix publique, il cherche à décourager Luther, en 1538, de publier son attaque « Contre l'évêque de Magdebourg » (allemand Wider den Bischof zu Magdeburg) et il le persuade en 1542 de ne pas mettre en circulation son libelle acerbe sur le « fief de Wurzen ». En 1539 il participe activement à l'introduction de la Réforme dans le Brandebourg.
En 1544 le « protecteur » de cathédrale de Mersebourg, Maurice de Saxe, nomme son frère Auguste comme « administrateur du diocèse », mais comme il n'est pas clerc, Maurice désigne Georges comme son « coadjuteur pour les affaires spirituelles ». En cette même année Georges III et ses frères décide de partager formellement leur principauté d'Anhalt-Dessau et Georges reçoit Plötzkau. En sa nouvelle qualité de coadjuteur, George procède immédiatement, en compagnie d'Antonius Musa, nommé prédicateur de la cathédrale de Mersebourg, à la visite de toutes les paroisses du diocèse en faisant preuve d'une grande patience, de discrétion et de tact. Il s'accorde ensuite avec Maurice de Saxe sur la mise en place progressive de la liturgie nouvelle qui, conformément à ses suggestions et en vertu des délibérations des consistoires de Mersebourg et Meissen, est officiellement achevée à Altenzelle en 1545. Dès lors Georges peut convoquer les membres du clergé de la cathédrale deux fois par an pour un synode dans la cathédrale de Mersebourg, et en de telles occasions évoquer les questions et les maux de l'époque ainsi que la conduite officielle appropriée pour y faire face. Il fonde ces conciones synodicae sur les bases que lui fournit Melanchthon. Parmi les nombreux sermons qu'il a prononcés dans la cathédrale à cette époque, quelques-uns seulement ont été conservés. Ils se distinguent par une exposition tempérée et lucide.
Quand la guerre de Schmalkalden provoque la rupture finale en dépit de tous les efforts qu'il a déployé pour l'éviter Georges reçoit sous son toit Joachim Camerarius l'Ancien et sa famille. Il intercède également en faveur de Justus Jonas, qui a susciter la colère de Maurice de Saxe, and tente même d'empêcher le clergé d'utiliser « des mots suspicieux et frivoles qui ne peuvent qu'accroitre la discorde ». Bien qu'il réprouve l'Intérim d'Augsbourg, il accepte de participer à la préparation de l'« Intérim de Leipzig », afin d'éviter les prises de position extrême des fanatiques.
En 1549 le candidat impérial Michael Heldingk (dit Sidonius) est postulé par le Chapitre de chanoines de Mersebourg. Jusqu'à son arrivée, Georges continue d'administrer le diocèse. Afin de renforcer la confession luthérienne aussi fermement que possible avant la tempête menaçante, il prononce des sermons édifiants « Sur les faux prophètes » et « Sur le véritable et digne Sacrement du Corps et du Sang du Christ », qui sont dirigés à la fois contre Rome et les fanatiques religieux protestants. Il se retire ensuite dans ses terres d'Anhalt. Voyage souvent à Warmsdorf, où il continue de prêcher, et quand l'occasion se présente, il recherche encore la médiation comme lors de la controverse avec Andreas Osiander.

### Conclusions
Georges meurt célibataire après une longue maladie en 1553 à Dessau, Melanchthon compose son épitaphe et sa principauté d'Anhalt-Plötzkau revient conjointement aux fils de son frère Jean V d'Anhalt-Dessau (mort en 1551), ses neveux Charles, Joachim-Ernest et Bernard VII d'Anhalt-Zerbst. Sa piété sincère, sa douceur, et son amour de la paix, sa bienveillance et sa liberté d'esprit dans l'application de la théologie de Luther lui ont valu l'honorable épithète de « dévot » ou de « pieux ». Sa bibliothèque personnelle a été préservée intacte et fait désormais partie de l'« Anhaltische Landesbücherei » de Dessau, l'église évangélique a organisé une exposition en 2007 à l'occasion du 500e anniversaire de sa naissance.

### Œuvres théologiques
- Auslegung des 16. Psalms. Leipzig 1553
- Predigten und andere Schriften. Zerbst 1555 u.ö.
- Von dem Hochwürdigen H. Abendmahl. Zerbst 1650
- Harmonia Publica Doctrinae Christianae, das ist: Zusammenstimmung der Christlichen Lehre. Wittenberg 1677